# Peri Brown
Peri Brown, cuyo nombre de pila es Perpugilliam Brown, es un personaje de ficción interpretado por Nicola Bryant en la longeva serie británica de ciencia ficción Doctor Who. Se trata de una estudiante universitaria estadounidense (en su pasaporte su residencia es Pasadena, California) que está estudiando botánica, y es acompañante del Quinto y Sexto Doctor, y regular en el programa de 1984 a 1986. Peri apareció en 11 historias (33 episodios).

## Historia del personaje
Aparece por primera vez en el serial del Quinto Doctor Planet of Fire, donde conoce al Doctor y a Turlough en la isla de Lanzarote. Tras un encuentro con El Amo y el androide multiforme Kamelion (que se disfraza como su padrastro, el profesor Howard Foster), Peri le pide al Doctor unirse en sus viajes cuando Turlough se marcha para volver a su planeta natal de Trion.
Peri está presente cuando el Quinto Doctor se regenera en el Sexto al final de The Caves of Androzani, y sigue viajando con él a pesar del hecho de que una de las primeras cosas que el temporalmente inestable Doctor intenta hacer es estrangularla (The Twin Dilemma).
Peri es una joven brillante y de espíritu de veintipocos años que viaja con el Doctor porque, como muchos otros de sus acompañantes, quiere ver el universo. Aunque comparte una relación de choque continuo con el Sexto Doctor, hay un afecto de fondo en sus peleas verbales.
Peri viaja con el Doctor por un número indeterminado de años, unas fuentes dicen que viaja sólo unos meses, mientras otras dicen años. Entre los eventos de Revelation of the Daleks y The Trial of a Time Lord, se muestra que el personaje ha madurado un poco (coincidiendo con los 18 meses de descanso de la serie entre las dos historias) y su relación con el Doctor es menos combativa.
En el segundo segmento de Trial of..., Mindwarp, Peri es secuestrada por una criatura artropoide llamada Kiv, que al parecer trasplanta su cerebro en el de ella. Entonces, hacen creer al Doctor que Peri está muerta y queda severamente traumatizado. Después se revela al final de The Ultimate Foe (cuarto segmento de la historia) que las pruebas de la muerte de Peri las falseó el Valeyard. Peri, de hecho, ha sobrevivido, se supone recuperada del trasplante de Kiv (si es que ocurrió alguna vez), y se casó con el rey Yrcanos de Thoros Alpha, un rey guerrero que había ayudado al Doctor y Peri durante el incidente de Mindwarp. No se cuenta qué ocurre con Peri tras su boda.
Peri fue una de las acompañantes más controvertidas, con algunos críticos protestando por los motivos de añadir un personaje que pasaba gran parte de su tiempo en pantalla llevando ropas muy provocativas. El productor John Nathan-Turner admitió que se creó a Peri para añadirle sex appeal a la serie. Críticas similares se llevó el personaje de Leela casi una década atrás, y después se las llevaría Amy Pond veinticinco años más tarde. A partir de la historia Timelash y a lo largo de la temporada Trial, el vestuario de Peri se hizo más conservador.

## Nacionalidad
Aunque Peri Brown era el primer personaje estadounidense que viajó con el Doctor, era interpretada por la actriz británica Nicola Bryant. El acento de Bryant solía resbalar en ocasiones entre el acento del este y el del oeste de Estados Unidos en varios seriales, y a veces usaba palabras del inglés británico, como "lift" en lugar de "elevator" ("ascensor"). Ella habló de esto en los comentarios del DVD de Attack of the Cybermen, diciendo que le dijeron que usar palabras americanas confundiría a la audiencia. Según los comentarios del DVD de Planet of Fire, le dijeron a Nicola que siguiera usando el acento americano en los descansos entre rodajes y durante sus apariciones públicas para ocultar el hecho de que no era en realidad americana.